# エレファンタ石窟群
エレファンタ石窟群（マラーティー語:घारापुरीच्या लेण्या）とは、ムンバイ近海のアラビア海に浮かぶエレファンタ島にある石窟寺院のことである。シヴァ信仰の中心地であり、グプタ朝時代に建設が始まったとされる。1987年にUNESCOの世界遺産に登録された（ID244）。チャラプリ石窟とも呼ばれる。

## 概要
現在のカルナータカ州を治めたラーシュトラクータ朝（753年-982年）時代から残る彫刻がある。列柱ホールの最深部の壁面に残る3面のシヴァ神は、高さ5.7メートルある。
石窟寺院は、面積は約5,600平方メートルあり、東西の祠堂とメインの列柱ホールから構成される。エレファンタ島に残る多くの彫刻は17世紀に、ポルトガル人が銃の練習の標的として用いられてきたこともあり、往時の外観を損なっている。
現在では、国内外を問わず多くの観光客を集めている。

## 世界遺産

### 登録基準
この世界遺産は世界遺産登録基準のうち、以下の条件を満たし、登録された（以下の基準は世界遺産センター公表の登録基準からの翻訳、引用である）。
- (1) 人類の創造的才能を表現する傑作。
- (3) 現存するまたは消滅した文化的伝統または文明の、唯一のまたは少なくとも稀な証拠。